# Scopula khakiata
Scopula khakiata là một loài bướm đêm trong họ Geometridae.